# Thomas Paine

Thomas Paine (Thetford, 29. siječnja 1737. – New York, 8. lipnja 1809.), američko-britanski filozof i književnik. 
Emigrirao je u Ameriku 1774. i radio kao novinar. Ondje je objavio knjigu Zdrav razum u kojoj podupire Deklaraciju o nezavisnosti, te je sudjelovao u pisanju ustava države Pennsylvanije. Vratio se u Englesku 1776. gdje je objavio knjigu Prava čovjeka zagovarajući ukidanje monarhije. Zbog toga je optužen za veleizdaju, pa bježi u Francusku i postaje član Nacionalnog konventa gdje je bio i zatočen u vrijeme terora. Vratio se u Ameriku 1802. kako bi zagovarao pravo na otpor tiraniji, republikanski sustav i suverena prava pojedinca. Predlagao je formiranje međunarodne mirovne organizacije. 
Ostala djela: Doba razuma, Agrarna pravda.